# 8353 Megryan
A 8353 Megryan (ideiglenes jelöléssel 1989 GC4) a Naprendszer kisbolygóövében található aszteroida. Eric Walter Elst fedezte fel 1989. április 3-án.
Nevét Meg Ryan (született: Margaret Mary Emily Anne Hyra; 1961) amerikai színésznő után kapta.